# Whitney Cummings
Whitney Cummings, född 4 september 1982 i Washington, D.C., är en amerikansk ståuppkomiker, skådespelerska, manusförfattare, producent, regissör, podcastskapare och tidigare fotomodell. Hon har synts som del av MTV-serien Punk'd, CBS-serien 2 Broke Girls och "sin egen" situationskomedi Whitney.

## Biografi

### Uppväxt
Cummings växte upp i Washington-stadsdelen Georgetown, i en familj präglad av föräldrarnas skilsmässa när hon var fem år. Därefter uppfostrades hon i ett dysfunktionellt hem påverkat av alkoholism. Hon hämtade inspiration genom sin utbildning vid St. Andrew's Episcopal School i Potomac i Maryland och studier i film- och medievetenskap vid University of Pennsylvania, där hon tog examen 2004.

### Karriär
Under sitt tidiga yrkesliv prövade hon ståuppkomedi och skådespeleri, och hon var blandat praktikant på den NBC-ägda TV-kanalen WRC-TV i Washington. Efter college flyttade hon till Los Angeles, där hon 2004 uppmärksammades via en roll i lågbudgetrysaren EMR och deltagande i Punk'd på MTV. Hon etablerade sig på ståuppkomikscenen i mitten av 00-talet; 2007 omnämndes hon av Variety som en av "10 Comics to Watch", och samma år deltog hon i Comedy Central Roast.
Ett tydligt genombrott i TV-sammanhang kom 2011, där hon var medskapare och producent för 2 Broke Girls (Två panka tjejer i svensk distribution); serien producerades totalt i sex säsonger. 2011 producerade hon även sin egen situationskomedi Whitney. I samma veva uppmärksammades hon för pratshowen Love You, Mean It with Whitney Cummings.
Cummings har fortsatt deltagit i olika komediprogram på TV, samt som skådespelare för film och TV. 2017 regisserade hon filmkomedin The Female Brain efter sitt och Neal Brennans manus baserat på neuropsykiatern Louann Brizendines bok med samma namn.

### Stil och åsikter
Cummings är frispråkig i många ämnen i sina komediframträdanden, inklusive runt sexualitet, och hon har själv kallat sig "the dirty comic" ('den snuskiga komikern'). En annan karaktärisering är som "Joan Rivers för grönkålsgenerationen". I samband med ett Netflix-program 2019 presenterade hon en sexrobot som hon låtit tillverka med sitt eget utseende. Hennes ståuppbidrag lyfter, ur hennes personliga perspektiv, fram kvinnors erfarenheter på 2000-talet.
Vid sidan av scenen har Cummings bland annat kampanjat för fördelarna med sex- och samlevnadsundervisning.